# Seznam vysokých škol v Praze
Seznam vysokých škol v Praze uvádí přehled všech státních, veřejných, soukromých a zahraničních vysokých škol v Praze. Je aktuální k březnu 2019 a dle MŠMT. Doplňkově jsou uvedeny i zaniklé vysoké školy dříve působící v Praze, a další vzdělávací subjekty.

## Státní vysoké školy
- Policejní akademie České republiky v Praze (Lhotecká 7)

## Veřejné vysoké školy
- Akademie múzických umění v Praze
- Akademie výtvarných umění v Praze
- České vysoké učení technické v Praze
- Česká zemědělská univerzita v Praze
- Univerzita Karlova
- Vysoká škola ekonomická v Praze
- Vysoká škola chemicko-technologická v Praze
- Vysoká škola uměleckoprůmyslová v Praze

## Soukromé vysoké školy
- AKCENT College
- AMBIS vysoká škola
- Anglo-americká vysoká škola
- Archip
- ART & DESIGN INSTITUT
- CEVRO Univerzita
- Metropolitní univerzita Praha
- NEWTON College
- Pražská vysoká škola psychosociálních studií
- Unicorn College
- University of New York in Prague
- Vysoká škola aplikované psychologie
- Vysoká škola ekonomie a managementu
- Vysoká škola finanční a správní
- Vysoká škola kreativní komunikace
- Panevropská univerzita
- Vysoká škola tělesné výchovy a sportu Palestra
- Vysoká škola zdravotnická

## Zahraniční vysoké školy
- Anglo-americká vysoká škola - pobočka University of London
- Aston University - Metropolitní univerzita Praha
- Czech College, s. r. o. - pobočka ATHE – Awards for Training and Higher Education
- Chapman University – Anglo-americká vysoká škola
- Prague College - pobočka Teesside University
- Národohospodářský ústav AV ČR, v. v. i. - pobočka Center for Economic Research and Graduate Education – Economics Institute
- University of New York in Prague - pobočka University of Bolton
- University of New York in Prague - pobočka University of Greenwich
- University of New York in Prague - pobočka State University of New York, Empire State College
- University of New York in Prague - pobočka La Salle University

## Neaktivní, nebo zaniklé subjekty
- International ART CAMPUS Prague (2000-2016)
- Mezinárodní baptistický teologický seminář Evropské baptistické federace (2002-2016)
- Pražský technologický institut (2000-2008)
- Soukromá vysoká škola ekonomických studií (2000-2018)
- Vysoká škola aplikovaného práva (2001-2018)
- Vysoká škola cestovního ruchu a teritoriálních studií v Praze (2007-2012)
- Vysoká škola cestovního ruchu, hotelnictví a lázeňství (2000-2013)
- Vysoká škola manažerské informatiky, ekonomiky a práva (2013-2016, resp. 2002-2013)
- Vysoká škola podnikání (2000-2016)
- Vysoká škola regionálního rozvoje (2003-2017)

## Ostatní
Tyto subjekty nejsou v současné době Ministerstvem školství, mládeže a tělovýchovy České republiky evidovány jako vysoké školy.
- Akademie managementu a komunikace, s.r.o.
- Business Institut EDU a.s.
- Cambridge Business School s.r.o.
- Central European Management Institute
- Czech Management Institute Praha - manažerská fakulta Escuela Superior de Marketing y Administración - ESMA / ESMATUR Barcelona
- European School of Business & Management SE
- Hochschule Fresenius, a.s.
- Institut pro průmyslový a finanční management
- International Center of Modern Education
- International marketing & management school
- International Prague University, o.p.s.
- Mezinárodní institut podnikatelství a práva
- North Carolina State University – The Prague Institute
- Open University
- Otevřená evropská akademie ekonomiky a politiky
- OurCollege
- Panevropská vysoká škola
- Pražská mezinárodní manažerská škola
- TC Business School
- Tiffin University Prague
- U. S. Business School Praha
- University of Northern Virginia - Prague
- Ústav práva a právní vědy